# 金子エミ
金子エミ（かねこ えみ、1970年11月14日 - ）は、日本のパーツモデル。東京都目黒区出身。個人事務所エルパジュ所属。弟は俳優の金子貴俊。夫は2022年より中京テレビビジネスプロデュース局長を務める村井清隆。

## 来歴
東京都目黒区に出生。5歳から器械体操を始め、小学4年の時に朝日生命体操クラブのテスト生に合格。14歳まで選手育成コースに所属し、1982年全日本ジュニア体操競技選手権大会個人総合7位などさまざまな大会で入賞を果たす。
高校卒業後、エアロビクスのインストラクターを目指しながら父親が営むクリーニング店を手伝っていた時に、手を見た客からパーツモデルをすすめられ、パーツモデル事務所の面接を受けるが、日焼けなどを理由に不採用となる。一念発起して美白や保湿に励み、1991年にSOSモデルエージェンシーに所属。
1991年のモデルスタートから2008年までにコマーシャル100本、雑誌出演数100本をこなし、現在でもパーツモデルを続けている。
1996年、26歳の時に結婚、翌1997年にダウン症のある長男・海人（カイト）を出産。一年半モデル業を休業するも1999年に復帰。
2000年、子宮がん発覚。2001年、離婚。長男は金子が引き取り養育を続けた。
2004年に中京テレビ勤務の村井清隆と再婚。同年、次男・律心（りお）を出産。
2007年、子育てをしながらモデル業を続けるために考え出した美容法をまとめた著書「お家でおこもりエステ」（ワニブックス）を上梓。「ソロモン流」などさまざまなテレビ番組に出演。
パーツモデルの垣根を超えた活動を行うため、2008年にSOSモデルエージェンシーを退社。フリーで活動を始めるが、多忙を極めたため2010年にオスカープロモーションに所属。
2018年10月、ヘバーデン結節を患い、放っておくと指が曲がる可能性があり、パーツモデルとして危機に瀕していることを公式ブログで発表。今でも治療を継続している。
2020年、次男の高校進学により子育てが一段落したこともあり、フレキシブルな活動を目指して10年所属していたオスカープロモーションを退社。以降、フリーで活動を行っている。

### 家族
長男の海人はパラ水泳選手として活躍しており、2018年第9回世界ダウン症水泳選手権inカナダ大会 T-21【Short Corse ASIA Record/ 短水路 アジアレコード】（背泳ぎ 50m ・背泳ぎ100m ・男子200mメドレーリレー）を獲得。

2021年7月、日本で初めてダウン症のある者が世界的企業「Salesforce」CM・広告モデルに抜擢され出演、モデルデビュー。同年、メディアアーティストの落合陽一が総合演出を手掛けたダイバーシティ・ファッションショー「True Colors FASHION」に出演。ニューヨーク・フィルム・アワードでベストドキュメンタリー作品賞を受賞。2021年9月5日、2020年東京パラリンピックの閉会式のクライマックスシーンに登場し、泳ぐパフォーマンスを交え躍動感あるパフォーマンスを披露した。
次男はお茶の水女子大学附属小学校・中学校を経て筑波大学附属高等学校に進学。2023年3月に同校を卒業。大学に進学している。
夫は中京テレビでバラエティ番組「サルヂエ」や「太田上田」などを担当した制作総指揮の村井清隆。2022年より同局のビジネスプロデュース局長に就任。

### 実業家
ネイル好きが高じて1996年、日本初の爪全体に模様を施せる転写シートを開発。ブランド名「ANIMALER（アニマラー）」として全国300店舗で発売。2002年から2005年まで、クリスチャン・ディオールのネイル商品の企画も手がける。
2010年には気に入って使っていたハンドクリームの廃版を受け、パーツモデルを続けるために理想とするスキンケア商品を作ろうとスキンケアブランド「emito…（エミト）」を立ち上げる。

## 出演

### テレビ
- テレビ東京「ソロモン流」
- NHK BSプレミアム「女神ビジュアル」
- NHK BSプレミアム「アフロディーテの羅針盤」
- CX「ノンストップ!」
- CX「美女美学〜ヨンアのきれいのつくり方〜」
- TBS「はなまるマーケット」
- TBS「キニナル金曜日」
- NHK「あさイチ!」
- NTV「PON!」
- NTV「人生が変わる1分間の深イイ話」
- NTV「スッキリ!!」
- NTV「ヒルナンデス!」
- NTV「有吉反省会」
- NHK BSプレミアム「美と若さの新常識〜カラダのヒミツ〜」
- CX 「いいものプレミアム」
- NTV「ヒルナンデス!」ゴールデンティーチャー
- NTV「DayDay.」トクトレ

### 雑誌
- 「美的」小学館
- 「クロワッサン」「クロワッサンプレミアム」マガジンハウス
- 「家庭画報」「MISS」世界文化社
- 「Como」「Ray」主婦の友社
- 「ミセス」文化出版局
- 「FYTTE」「おはよう奥さん」学研
- 「ゆほびか」マキノ出版
- 「からだにいいこと」祥伝社
- 「GINGER」幻冬舎
- 「VERY」「美STORY」「HERS］光文社
- 「オレンジページ」オレンジページ
- 「大人のおしゃれ手帖」宝島社
- 「VOGUE JAPAN」Condé Nast Japan

### CM
- やずや「プルーンぷる〜んコラーゲン」
- ドクターショール メディキュット

### イベント・セミナー
- Dr.ショール「キュットの日」
- ミューズ”触育”シンポジウム
- 「クロワッサン35周年アニバーサリーイベント」
- 教育図書21 特別講演会
- ピンクリボンイベント
- 銀座三越「銀座でオンナを磨く6days」
- 銀座ステファニー2012beauty upパーティー
- MIKIMOTO
- BABY FOOT

## 書籍
- 『お家でおこもりエステ』（2007年11月、ワニブックス）ISBN 978-4-8470-1745-2
- 『No.1パーツモデル金子エミが教える〜家事をしながらエステ』（2008年8月、ワニブックス）ISBN 978-4847017964
- 『女優脚のつくり方』（2009年9月、ワニブックス）ISBN 978-4847018657
- 『パーツ女優のからだ図鑑』（2010年8月、ワニブックス）ISBN 978-4847019210
- 『DVD付き 女優脚のつくり方 プレミアム』（2011年8月、ワニブックス）ISBN 978-4847090042
- 『ドクター・ショール式 パンサー美脚ダイエット』（2012年9月、ドクターショール、共著：山道いずみ）ISBN 978-4847091018
- 『世界は君のもの 〜美容家ママとダウン症カイトの世界水泳奮闘記!』（2016年11月、オレンジページムック）ISBN 978-4865931280